# Dwukoły
Dwukoły – osada leśna w Polsce położona w województwie warmińsko-mazurskim, w powiecie działdowskim, w gminie Iłowo-Osada posadowiona wśród lasów, obecnie siedziba Nadleśnictwa Dwukoły należącego do Regionalnej Dyrekcji Lasów Państwowych w Olsztynie.
W latach 1975–1998 miejscowość należała administracyjnie do województwa ciechanowskiego.

## Historia
Historia Dwukół nierozerwalnie związana jest z pobliskim Iłowem. W XIV wieku powstał młyn wodny na Dwukolance. Prawdopodobnie również w tym okresie powstał tu tartak.
W XIX wieku zlokalizowano tu leśnictwo Zworaden.
W okresie dwudziestolecia międzywojennego istniało Nadleśnictwo o nazwie Dwukoła (1921-1939) podlegające Dyrekcji Lasów Państwowych w Toruniu. Po drugiej wojnie światowej, z upaństwowionych lasów (na mocy dekretów o reformie rolnej i o przyjęciu niektórych lasów na własność państwa) utworzono Nadleśnictwo Dwukoły.
Obecny budynek dyrekcji nadleśnictwa pochodzi z czasów pruskich. Na terenie leśnictwa znajduje się rezerwat Góra Dębowa, w którym objęto ochroną starodrzew mieszany. Osobliwością Lasów Iłowskich są tzw. gniazda Mansfelda, nazwane tak od nazwiska pruskiego leśnika. Wprowadził on nową metodę zalesiania - młode drzewa sadził on w kręgi o promieniu kilkudziesięciu metrów, natomiast środek obszaru miał zalesiać się sam.